# Eastern Washington Eagles
Az Eastern Washington Eagles (más néven EWU Eagles) a Washington állambeli Cheney-ben található Kelet-washingtoni Egyetem tizenkét sportcsapatát összefogó, a National Collegiate Athletic Association első osztályában, illetve a Big Sky Conference-ben szereplő sportegyesület.

## Csapatok
Az Eastern Washington Eagles az NCAA első osztályában játszik, miután 1983 nyarán feljutottak a másodosztályból. Megalakulásuk óta szinte végig a National Association of Intercollegiate Athletics tagja voltak, mígnem az 1970-es évek végén csatlakoztak a National Collegiate Athletic Associationhöz, továbbá 1987 óta él a Big Sky Conference-beli tagságuk is. A szerveződés kabalája az egyetem színeit viselő lecsapó sas, amelyet a hallgatók szavaztak meg azután, hogy a kuratórium döntése szerint az első 92 év kabalája (vadember) nem elfogadható; a sasra annak őshonossága miatt esett a választás.
2010-ben az EWU az NCAA első osztályának amerikaifutball-csoportjában nemzeti bajnok lett, ezzel történetükben először lettek bajnokok az első osztályban.
Az első osztályban játszó amerikaifutball-csapat vezetőedzője Aaron Best. Az Eagles első nemzeti bajnoki címét 2010-ben nyerte el, amikor a címvédő mérkőzésen 20–19 arányban győztek a Delaware Fightin’ Blue Hens ellen.
A férfi kosárlabdacsapat vezetőedzője Shantay Legans. A csapat kettő rendszeres- és kettő kupabajnoki címet tudhat magáénak. A kosárlabda-csapat a 2004-es és 2015-ös NCAA-bajnokságokon vett részt; előbbin az Oklahoma State Cowboys, utóbbin pedig a Georgetown Hoyas ellen kaptak ki. Az 1982 óta az első osztályban játszó női kosárlabdacsapat vezetőedzője Wendy Schuller.
Az Eagles fő riválisa a Montana Grizzlies, amellyel az évente a Roos- és a Washington–Grizzly Stadionban megrendezett EWU–UM Governors Cupon játszanak.

### Korábbi sportágak
Az EWE által kínált sportok között a baseball, a birkózás, valamint a férfi- és női torna is szerepelt.
Az egyetem baseball-csapata 1980-ban nyolcadikként csatlakozott a Northern Pacific Conference-hez, de a következő idényben ezen programok fele megszűnt, valamint az Oregon Ducks sem játszott többé a sportágban, a Northern Pacific Conference pedig az 1982-es évadban a Pac-10 első osztályába olvadt, így a résztvevő egyetemek száma hét darab lett. A baseball- és birkózócsapatok az 1990-es évadban szűntek meg.
Az egyetemi birkózócsapat 95,5 ponttal megnyerte az 1977-es NAIA-bajnokságot. Lanny Davidson egyike azon 18 sportolónak, akik három NAIA-kupán is győztesként végeztek.

## Helyszínek
Az EWE labdarúgócsapata az 1964-ben megnyitott, majd 2004-ben és 2010-ben felújított és 11 702 férőhelyesre kibővített Roos Stadionban játszik. A létesítmény Arthur C. Woodward egykori labdarúgó-vezetőedző tiszteletére a Woodward Field nevet viselte. Korábban már létezett egy Woodward nevű pálya a könyvtárhoz közel. A névváltoztatásra és a műfüves borítás kialakítására a 2010-es átépítéskor került sor.
A női röplabda-, illetve a férfi- és női kosárlabdacsapatok a 60 ezer férőhelyes, többcélú Reese Arénában játszanak, amely 1975-ös megnyitásával az Eastern Washington Sportpályát helyettesíti. A Reese Aréna nevét William Bryan „Red” Reese-ről, az egyetem atlétikai igazgatójáról és számos sportág vezetőedzőjéről kapta.

## Fordítás
Ez a szócikk részben vagy egészben  az   Eastern Washington Eagles című angol Wikipédia-szócikk ezen változatának fordításán alapul.  Az eredeti cikk szerkesztőit annak laptörténete sorolja fel. Ez a jelzés csupán a megfogalmazás eredetét és a szerzői jogokat jelzi, nem szolgál a cikkben szereplő információk forrásmegjelöléseként.